# Largo desolato
Largo desolato est une pièce de théâtre en sept tableaux de Václav Havel, de 1984.

## Synopsis
Un philosophe, Leopold Kopriva, attend qu'on vienne l'arrêter pour ses écrits. Mais on lui propose de signer un papier disant qu'il n'est pas la personne qui a écrit ces textes,.

## Commentaires
Largo desolato est une pièce à résonance autobiographique, inspirée de ce qu'il a vécu après avoir signé la Charte 77, ce qui lui a valu d'être emprisonné. Elle a été écrite un an après sa sortie de prison.

## Publication
- Largo desolato, traduit du tchèque par Erika Abrams et Stephan Meldegg, Gallimard, Paris, 1986.